# Prima Categoria 1904
El Campeonato Italiano de Fútbol de 1904 fue la séptima edición de dicha competición, que en 1929 daría lugar a la Serie A. El campeón fue el Genoa, venciendo en la final a la Juventus. Se repitió la final del campeonato anterior.

## Eliminatorias

### Ronda 1
6 de marzo
| Equipo 1 | Resultado | Equipo 2     |
| -------- | --------- | ------------ |
| Juventus | 3-2       | FBC Torinese |
| Milan    | 1-0       | Andrea Doria |

### Ronda 2
13 de marzo
| Equipo 1 | Resultado | Equipo 2 |
| -------- | --------- | -------- |
| Milan    | 1-1(pró.) | Juventus |

Repetición
20 de marzo
| Equipo 1 | Resultado | Equipo 2 |
| -------- | --------- | -------- |
| Milan    | 0-3       | Juventus |

## Final
27 de marzo
| Equipo 1 | Resultado | Equipo 2 |
| -------- | --------- | -------- |
| Genoa    | 1-0       | Juventus |

|           |
| Campeón   |
| Genoa     |
| 6º título |

### Equipo campeón
Alineación del Genoa
- James Richardson Spensley
- Étienne Bugnion
- Paolo Rossi
- Oscar Scöller
- Karl Senft
- Edoardo Pasteur I
- Attilio Salvadè
- Vieri Arnaldo Goetzlof
- Joseph William Agar
- Enrico Pasteur II
- Silvio Pellerani